# インドの副首相
インドの副首相は、憲法上の役職ではないが、インド政府行政府の中で2 番目に位の高い大臣であり、連邦大臣評議会の上級メンバーで首相不在時の代理も務める。

これまでの副首相は合計で7人で、現在のインドには副首相はおらず7代目のラール・クリシュナ・アードヴァーニーを最後に2004年5月23日から空席となっている。

## 歴代インド副首相
| 代           | 名前        | 名前                                 | 任期                         |
| ------------ | ----------- | ------------------------------------ | ---------------------------- |
| 1            |             | ヴァッラブバーイー・パテール         | 1947年8月15日-1950年12月15日 |
| 1            | 3年 + 122日 | ヴァッラブバーイー・パテール         |                              |
| 2            |             | モラルジー・デーサーイー             | 1967年3月13日-1969年7月19日  |
| 2            | 2年 + 128日 | モラルジー・デーサーイー             |                              |
| 3            |             | チョードリー・チャラン・シン         | 1979年1月24日-1979年7月16日  |
| 3            | 173日       | チョードリー・チャラン・シン         |                              |
| 4            |             | ジャジバン・ラム                     | 1979年1月24日-1979年7月26日  |
| 4            | 185日       | ジャジバン・ラム                     |                              |
| 5            |             | ヤシュワントラーオ・チャバン         | 1979年7月28日-1980年1月14日  |
| 5            | 170日       | ヤシュワントラーオ・チャバン         |                              |
| 6            |             | デヴィ・ラル                         | 1989年12月2日-1990年8月1日   |
|              |             | 空席期間                             | 1990年8月1日 – 1990年11月9日 |
|              |             | デヴィ・ラル                         | 1990年11月10日-1991年6月21日 |
| 1年 ＋ 100日 |             | デヴィ・ラル                         |                              |
| 7            |             | ラール・クリシュナ・アードヴァーニー | 2002年6月28日-2004年5月22日  |
| 7            | 1年 + 329日 | ラール・クリシュナ・アードヴァーニー |                              |
|              |             | 以後空席                             | 2004年5月22日-               |